# Обласно народно позориште
Обласно народно позориште основано је 7. октобра 1945. године у Призрену као први професионални позоришни ансамбл на Косову и Метохији. 
Њиме је непосредно руководио Одсек за народно просвећивање Обласног Народноослободилачког одбора Аутономне Косовско-Метохијске Области, чији је повереник био Мита Миљковић, потоњи директор Јединства у Приштини, Политике у Београду и амбасадор ФНРЈ у Софији и Паризу до Брионског пленума. Уз њега, оснивачку групу, чинили су и: Павле Вугринац, редитељ, и Милан и Славка Петровић, професионали глумци из предратних путујућих позоришта, као и глумци аматери (дилетанти) из Призрена: Крист Бериша, Алил Худи, Урош Јанковић и Красимир Ђорђевић. Њима се убрзо, по директиви из Београда, прикључује група глумаца (Ружица Ковачевић, Мила Радосављевић, Градимир Радосављевић, Јелена и Жика Станисављевић и Миленко Стојадиновић). 
Прва изведена представа је једночинка „Прстен у луку“ Ханса Тимајера (20. августа 1945), потом и Глава шећера Милована Глишића (7. октобра 1945). Редитељ представа је био Милан Петровић, који ће режирати и „Сумњиво лице“ Б. Нушића, а онда Вугринац поставља Стеријиног Кир Јању. Прва представа на албанском језику била је драматизовани одломак романа „Мати“ (Nëna) Максима Горког и актовка „Застава“ (Flamuri) Тајара Хатипија, у режији Павла Вугринца (24. новембра 1945). Потом следи још десетак премијера Обласног позоришта, 1945. и следеће године, укупно седамнаест. У њима се појављују и Александар Чемерикић, Вера Петковић, Симон Краснићи, Дрита Доброши (потоња политичарка), Хидо Лесковцали, Љубица Ковачевић и други глумци. Представе режира Вугринац, Милан Петровић, Милан К. Петровић и Илија Петковић.
Последња изведена представа је „Краљ Бетајнове“ Ивана Цанкара (4. августа 1946), након чега је у Одсеку за народно просвећивање Обласног НОО АКМО одлучено да се, због слабог квалитета представа, оно распусти, а, уместо њега, формра аматерско позориште. На ситуацију око рада и постојања професионалног ансамбла Обласног позоришта утицала је и чињеница да се обласна власт из Призрена селила у Приштину, а у Приштини је већ постојало Градско аматерско позориште из кога се назирала контура будућег професионалног ансамбла.
Поједини хроничари позоришног живота Косова и Метохије почетак рада Покрајинског народног позоришта у Приштини везују за Обласно позориште у Призрену, с обзиром на чињеницу да је Призрен после рата био седиште Аутономне Косовско-Метохијске Области (АКМО), а не Приштина. Међутим, позориште у Призрену је распуштено 1946. године, а Покрајинско у Приштини формирано тек 1948. с тим што је своју прву премијеру имало почетком маја 1949. године. Није било чак ни континуитета у глумачком ансамблу. Друго, Покрајинско народно позориште у Приштини своје значајне датуме и годишњице увек је узимало у односу на годину оснивања 1948. и никад се није везивало за Обласно позориште у Призрену. И из историјских извора се тешко може уочити нека битнија веза између Обласног позоришта у Призрену и Покрајинског народног у Приштини, осим чињенице да их је формирала иста власт. 